# Nattō
El nattō (en japonés, 納豆 hiragana なっとう) es una comida tradicional japonesa hecha con soja fermentada. Las semillas de soja se cuecen y luego se exponen a Bacillus subtilis var. natto. Este alimento fermentado destaca por el crecimiento de la bacteria, que desarrolla una especie de baba viscosa (conformada por una biopelícula), y porque las semillas inoculadas por esta bacteria desprenden un fuerte olor característico. El nattō es un tradicional desayuno que se sirve en el norte de Japón, aderezado con mostaza, puerro picado y shoyu ('salsa de soja') y acompañando un arroz blanco.
Este alimento fermentado contiene vitaminas, enzimas así como aminoácidos esenciales, pero, quizá su principal virtud es un extracto del mismo, llamado nattokinasa, que, según se menciona en estudios científicos en su país de origen, actúa como potente agente anticoagulante capaz de disolver coágulos de sangre (trombos). Es preciso mencionar que, debido a esta propiedad, se debe consultar con el médico la ingesta de este alimento, en el caso de estar bajo tratamiento con medicamentos anticoagulantes habituales, por la posible interacción que se pudiera dar.
Para su preparación se seleccionan los granos de soja más pequeños y de color blanco o amarillo. Se cuecen al vapor y se dejan enfriar hasta que están templados (aprox. 45 °C), y entonces se les añade las bacterias Bacillus subtilis var. natto", que se obtienen en tiendas especializadas, las cuales fermentan los granos. A continuación, se guardan en cámaras de fermentación en unas determinadas condiciones de temperatura y humedad durante unas 20 horas. Después, esa mezcla se madura en refrigeración durante otras 24 horas, tras las cuales se obtiene una especie de pasta que es lo que se conoce como nattō.